# 弗朗切斯科·莫列罗
弗朗切斯科·莫列罗（義大利語：Francesco Moriero，1969年3月31日—），意大利男子足球运动员，场上位置是翼锋。他曾代表意大利国家队参加1998年国际足联世界杯，结果止步八强。